# Sudačko podbacivanje
Sudačko podbacivanje je način vraćanja lopte u igru u nogometu.

## Dodjeljivanje
Podbacivanje se ne dodjeljuje u korist ijedne momčadi na terenu, već služi za nastavak igre nakon što sudac zaustavi igru zbog razloga koji nije predviđen pravilima (ozbiljna ozljeda igrača, ulazak stranoga tijela u teren, probijanje lopte).

## Procedura
Glavni sudac baca loptu na mjestu na kojemu je igra zaustavljena, osim ako se radi o tome da je igra zaustavljena u petercu; u tom slučaju sudac baca loptu na liniju peterca paralelnu s gol-linijom. Loptom se ne smije igrati dok ne dodirne tlo, no kada jednom padne smatra se da je lopta u igri. Ako lopta nekim slučajem izađe izvan zamišljenih granica igrališta prije nego što je bilo koji igrač dotakne, podbacivanje se ponavlja.

## Povrede pravila
U pravilima igre ne spominje se broj igrača koji smije sudjelovati u podbacivanju niti mjesto na kojemu se trebaju smjestiti. No, tradicionalno se podbacivanje izvodi tako što najviše dva igrača (po jedan igrač svake momčadi) nastoje osvojiti loptu za svoju momčad.
Kontakt s loptom prije nego što ona prvi put dodirne tlo automatski znači ponavljanje podbacivanja.

## Korištenje u modernom nogometu
Podbacivanje se rijetko viđa na utakmicama na profesionalnoj razini. Većina će igrača nakon nekog nepredviđenog događaja (npr. ozljede nekoga od igrača) loptu izbiti preko granica igrališta, najčešće u aut. Nakon što se situacija riješi, momčad koja je ostvarila pravo na izvođenje auta u duhu fair playa najčešće će vratiti loptu u posjed momčadi čiji je igrač prvobitno izbio loptu izvan granica igrališta. 